# Marie Antoinette von Ahlefeldt
Marie Antoinette Reichsgräfin von Ahlefeldt (* 25. April 1711; † 12. März 1764 in Uetersen) war eine deutsche Reichsgräfin und Priorin des Klosters Uetersen.

## Leben
Sie war die Tochter des Landrates auf Langeland Carl von Ahlefeldt (1670–1722), Reichsgraf zu Langeland und Rixingen, Freiherr zu Mörsberg und dessen Frau Ulrica Amalie Antoinette geb. Danneskiold-Laurvig (1686–1755), Tochter des Landgrafen Ulrich Friedrich Gyldenlöwe (1638–1704), dänischer Statthalter in Norwegen und dessen dritten Ehefrau Antoinette Augusta von Aldenburg (1666–1701). Marie Antoinette von Ahlefeldt war von 1753 bis 1764 Priörin des Klosters Uetersen. Sie war die Nachfolgerin von Anna Emerentia von Reventlow (1680–1753) und wurde am 12. April 1753 zur Vorsteherin des Klosters erwählt und führte es mit eiserner Härte. Ab 1754 hatte sie dauernd Streitigkeiten mit dem Klosterpropst Benedikt von Ahlefeldt (1678–1757), weil sie ungefragt Entscheidungen bei der Wahl und der Einsetzung verschiedener Klosterbedienten traf, für die zuvor der Klosterpropst zu befragen war. Nach dessen Tod war sie in endlosen Zwist mit seinem Nachfolger Henning von Qualen (1703–1785) verwickelt, mit dem sie mehrere Prozesse führte, der aber ihren Querelen widerstand und sein Amt bis zu seinem Tode ausführte. 
Sie verstarb am 12. März 1764 in Uetersen und wurde hinter dem Altar der Klosterkirche Uetersen beigesetzt. Ihre Grabplatte wurde mit großartigen Bildhauerarbeiten verziert. 1785 folgte ihr Henning von Qualen, der ebenfalls hinter dem Altar neben ihr beigesetzt wurde. Weshalb die ehemaligen Kontrahenten direkt nebeneinander in der Kirche beigesetzt wurden, ist bis heute ungeklärt.